# Phước Bình, Long Thành
Phước Bình là một xã thuộc huyện Long Thành, tỉnh Đồng Nai, Việt Na
Xã có diện tích 36,74 km², dân số năm 2009 là 9488 người, mật độ dân số đạt 25593 người/km².

## Hành chính
Xã Phước Bình được chia thành 6 ấp: 1, 2, 3, 5, 6, 7. 